# Ligne A du métro de Los Angeles
Pour les articles homonymes, voir Ligne A.
La ligne A (en anglais: A Line) est une ligne du métro de Los Angeles mise en service en 1990. D'une longueur de 78,1 kilomètres, elle relie Azusa à Long Beach via le centre-ville de Los Angeles et est desservie par des métros légers. Avant 2019, année où la ligne subit d'importantes rénovations, la ligne est nommée ligne bleue,. Inaugurée pour la première fois en 1990, il s'agit de la plus vieille ligne du réseau. L'ouverture du tunnel du Regional Connector en centre-ville a permis à la ligne A de rejoindre la ligne L entraînant la création d'une seule et même ligne et ainsi devenir la plus longue ligne de métro léger au monde.

## Histoire
La ligne bleue est mise en service le 14 juillet 1990 avec un premier tronçon entre les stations Pico et Willow Street. Il s'agit de la première ligne du réseau du métro de Los Angeles. En 1991, deux prolongements ont lieu, un vers le nord jusqu'à 7th Street/Metro Center et un vers le sud jusqu'à Downtown Long Beach. 
Bien qu'elle ne soit inaugurée qu'en 1990, elle reprend en fait globalement le trajet de la ligne de tramway Long Beach (en) mise en service en 1902 par Pacific Electric Railway et fermée en 1961 au profit de lignes d'autobus.  
En 2014, la Los Angeles County Metropolitan Transportation Authority annonce ses intentions de rénover et moderniser la ligne. En 2019, les fermetures occasionnées par les travaux se déroulent en deux phases où une section de ligne à la fois est fermée durant plusieurs mois. La fin des travaux, en novembre, marque le changement du nom de la ligne qui prend désormais le nom de ligne A,.  
Après l'inauguration du Regional Connector en 2023 compris entre les stations Little Tokyo/Arts District et APU/Citrus College, la ligne A fut allongée et son tracé intégrée à la ligne L, ce qui à porté sa longueur à 78 kilomètres. Elle est devenue ainsi la plus longue ligne de tramway/métro léger au monde en surpassant le record détenu jusqu'ici par le Tramway de la côte belge. La Gold Line Foothill Extension (en) en cours de construction prévoit sa prolongation ultérieure à l'Est vers Pomona, puis Montclair.

## Tracé et stations
La ligne est d'orientation nord-sud et dessert les secteurs de Downtown Los Angeles, South Los Angeles, Watts, Willowbrook, Compton, Rancho Dominguez (en) et Long Beach, tous situés dans le comté de Los Angeles en Californie.  

### Liste des stations
Les stations de la ligne sont présentées du nord au sud :
|  |   |  | Station                   | Coordonnées                   | Localisation       | Correspondances                                                                                     |
|  | - |  | ------------------------- | ----------------------------- | ------------------ | --------------------------------------------------------------------------------------------------- |
|  | o |  | 7th Street                | 34° 02′ 55″ N, 118° 15′ 31″ O | Financial District | Ligne B du métro de Los Angeles · Ligne D du métro de Los Angeles · Ligne E du métro de Los Angeles |
|  | o |  | Pico                      | 34° 02′ 25″ N, 118° 16′ 00″ O | South Park         | Ligne E du métro de Los Angeles                                                                     |
|  | • |  | Grand/LATTC               |                               | Downtown           | |
|  | • |  | San Pedro Street          |                               | Downtown           | |
|  | • |  | Washington                |                               | Central-Alameda    | |
|  | • |  | Vernon                    |                               | Central-Alameda    | |
|  | • |  | Slauson                   |                               | Florence-Graham    | |
|  | • |  | Florence                  |                               | Florence-Graham    | |
|  | • |  | Firestone                 |                               | Florence-Graham    | |
|  | • |  | 103rd Street/Watts Towers |                               | Watts              | |
|  | o |  | Willowbrook/Rosa Parks    |                               | Willowbrook        | Ligne C du métro de Los Angeles                                                                     |
|  | • |  | Compton                   |                               | Compton            | |
|  | • |  | Artesia                   |                               | Compton            | |
|  | • |  | Del Amo                   |                               | Rancho Dominguez   | |
|  | • |  | Wardlow                   |                               | Long Beach         | |
|  | • |  | Willow Street             |                               | Long Beach         | |
|  | • |  | Pacific Coast Highway     |                               | Long Beach         | |
|  | • |  | Anaheim Street            |                               | Long Beach         | |
|  | • |  | 5th Street                |                               | Long Beach         | |
|  | • |  | Pacific Avenue            |                               | Long Beach         | |
|  | • |  | 1st Street                |                               | Long Beach         | |
|  | • |  | Downtown Long Beach       |                               | Long Beach         | |

1. ↑  Pour alléger le tableau, seules les correspondances notables sont indiquées.

## Exploitation

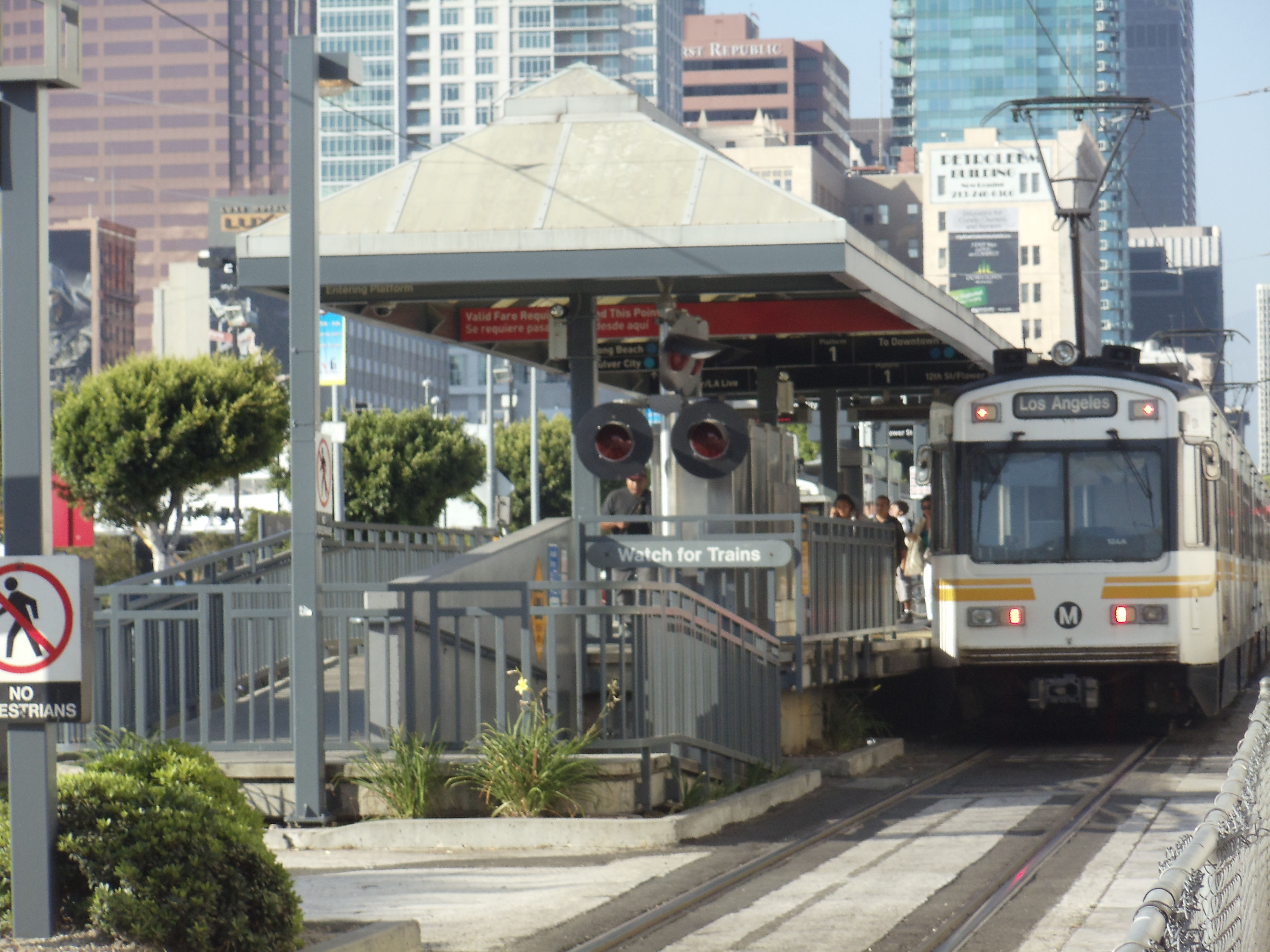
Rame de la ligne bleue à Pico.

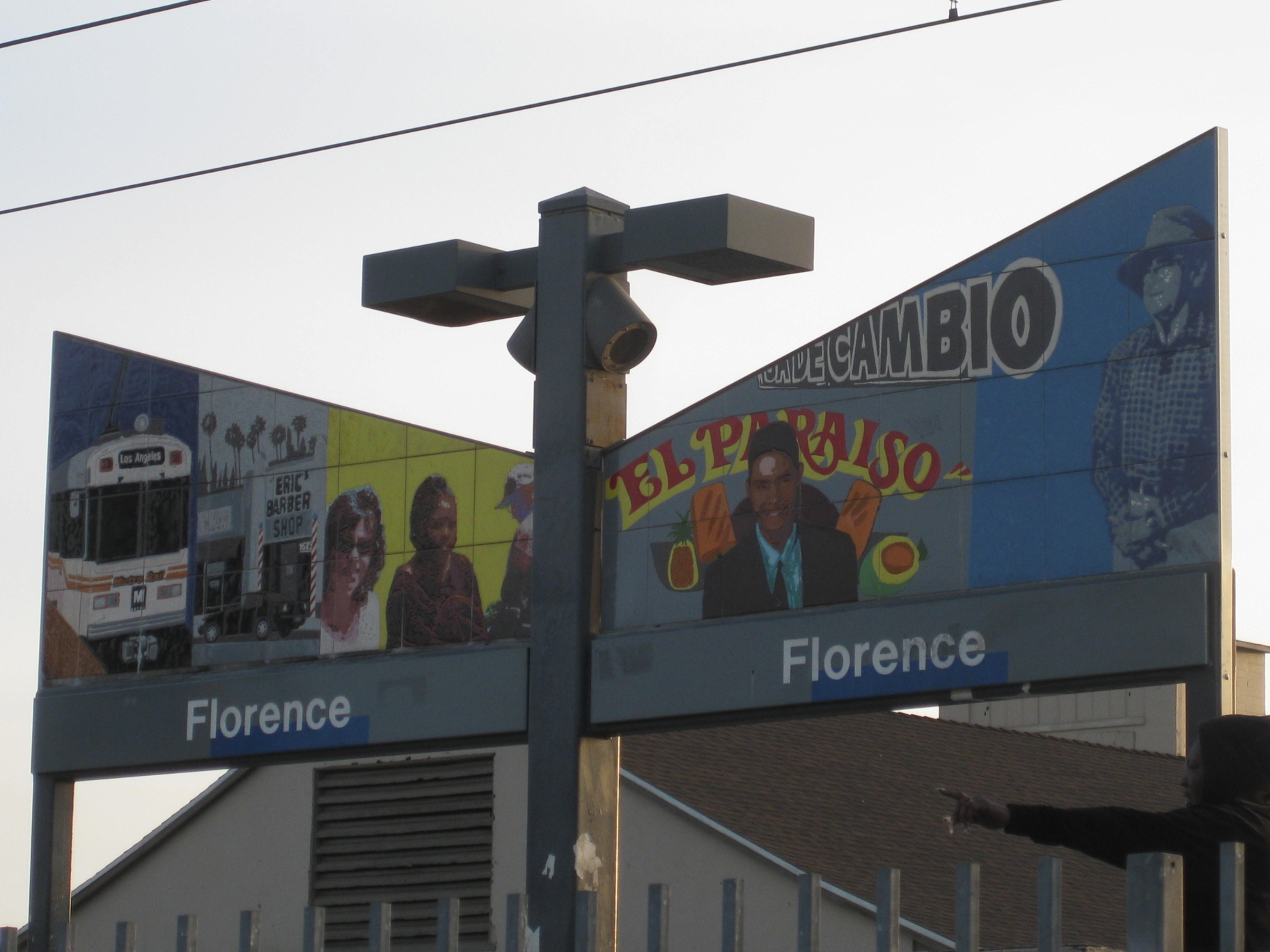
Art public à Florence.

### Desserte
Il faut en moyenne 58 minutes pour relier la station de Downtown Long Beach à celle de 7th Street. 

### Matériel roulant
La ligne est équipée de rames Siemens P2000 Siemens P2000 et Kinki Sharyo P3010 Kinki Sharyo P3010

### Tarification et financement
La tarification de la ligne est identique à celle en vigueur sur l'ensemble du réseau métropolitain.
Le financement du fonctionnement de la ligne est assuré par la LACMTA.

### Trafic
En 2017, il est estimé que 22 383 828 passagers ont emprunté la ligne, ce qui en fait la troisième ligne la plus utilisée du réseau.